# Принцип Кюри
Принцип Кюри (универсальный принцип симметрии) — общий принцип симметрии-диссимметрии, описывающий влияние симметрии на все физические свойства и выражающий симметрический аспект принципа причинности: совпадающие элементы симметрии причин сохраняются в симметрии следствий (группа симметрии причины есть подгруппа группы симметрии следствия), при этом причины всегда обладают меньшим или равным числом элементов симметрии, чем действия, которые они вызывают. Иными словами, действие в одной и той же системе нескольких причин различной природы, каждая из которых обладает своей собственной симметрией, приводит к результату, который сохраняет лишь совпадающие элементы симметрии своих причин, причём следствия могут обладать более высокой симметрией, чем вызвавшие их причины. Если же результат обнаруживает определённое нарушение симметрии, то эта же диссимметрия должна проявляться в причинах, его породивших.
Принцип Кюри в исходной формулировке говорит о выпадении элементов симметрии при суперпозиции явлений, но ничего не говорит о возможности одновременного появления новых элементов симметрии, не содержащихся в отдельно взятых явлениях. Применительно к задаче определения симметрии системы по известной симметрии составляющих систему частей справедливо правило Шубникова: если система состоит из эквивалентных частей, её симметрия не сводится к пересечению групп симметрии частей, а старше её.

## Историческая справка
Принцип сформулирован в 1894 г. Пьером Кюри, показавшим, что не только кристаллы и другие вещественные объекты, но также поля и вообще все без исключения физические явления могут иметь симметрию, которая описывается семью группами Кюри (иначе — предельными группами симметрии Кюри, то есть точечными группами симметрии, содержащими оси симметрии бесконечного порядка). Вот несколько цитат из работ П. Кюри:

«Я полагаю, что следует ввести в физику понятия симметрии, привычные для кристаллографов».

«Когда определённые причины вызывают определённые следствия, то элементы симметрии причин должны проявляться в вызванных ими следствиях».

«Когда в каких-либо явлениях обнаруживается определённая диссимметрия, то эта же диссимметрия должна проявляться и в причинах, их породивших».

«Положения, обратные этим, неправильны, по крайней мере практически; иначе говоря, следствия могут обладать более высокой симметрией, чем вызвавшие их причины».
— 

## Принцип Кюри в кристаллофизике
В кристаллофизике принцип Кюри, согласно которому все элементы симметрии кристалла являются в то же время элементами симметрии любого его физического свойства, является обобщением принципа Неймана, добавляющим в формулировку оного упоминание о симметрии воздействия наряду с затрагиваемыми в принципе Неймана симметрией точечной группы кристалла и симметрией его физических свойств: группа симметрии присущих кристаллу физических свойств {\displaystyle G}свойства включает в себя точечную группу симметрии кристалла {\displaystyle G}кристалл, то есть последняя является подгруппой первой {\displaystyle G}свойства {\displaystyle \supseteq G}кристалл. Иными словами, группа симметрии тензоров, характеризующих физические свойства кристалла, либо совпадает с группой симметрии кристалла, либо шире её. Дополнительные элементы симметрии могут возникнуть вследствие различных причин, например, как следствие формы кристалла. Под внешним воздействием кристалл изменяет свою точечную симметрию так, что сохраняет лишь элементы симметрии, общие с элементами симметрии воздействия. Если исходная группа симметрии кристалла есть подгруппа группы симметрии воздействия, то симметрия кристалла при этом воздействии не изменяется.
Принцип Неймана связывает симметрию свойств кристалла с симметрией самого кристалла до воздействия, в то время как принцип Кюри позволяет определить симметрию кристалла после воздействия. Так, например, тепловое расширение кристалла (воздействие скаляра — температуры) может привести к изменению углов между гранями кристалла, но не может привести к изменению его симметрии (если нет фазовых переходов). Когда при анизотропном воздействии симметрия кристалла изменяется, то принцип Кюри позволяет сразу найти эту изменённую симметрию, а следовательно, и соответствующие изменения симметрии физических свойств.
Следует помнить, что, накладывая запреты на те или иные эффекты, принцип Кюри вовсе не утверждает, что эффекты, не противоречащие ему, действительно существуют. Так, он запрещает кристаллам, обладающим центром симметрии, проявлять пьезоэлектрические свойства, но из него никоим образом не следует, что нецентросимметричные кристаллы обязательно такие свойства проявляют.

## Принцип Кюри в минералогии
В минералогии принцип Кюри связывает симметрию явления (природного объекта, кристалла) с симметрией породившей его среды, а именно, симметрия порождающей среды накладывается на собственную структурную симметрию тела, образующегося в этой среде, и в результате форма тела сохраняет только те элементы своей собственной симметрии, которые совпадают с наложенными на него элементами симметрии среды, то есть группа симметрии тела есть общая подгруппа симметрии всех проявляющихся в этом теле взаимодействий; появление в теле каких-либо элементов симметрии, не свойственных одной из порождающих причин, согласно И.И. Шафрановскому сопряжено с существованием особых условий. По И.И. Шафрановскому принцип Кюри подразделяют на четыре части, неразрывно связанные между собой, но раскрывающие его с разных сторон:
- симметрийные условия сосуществования среды и происходящих в ней явлений (явление может существовать в среде с его характеристической симметрией или симметрией одной из надгрупп или подгрупп последней);
- необходимость наличия диссимметрии («диссимметрия творит явление[19]»);
- правило наложения (суперпозиции) элементов симметрии и диссимметрии среды и явления (в следствии сохраняются лишь общие для среды и явления элементы — принцип диссимметризации);
- сохраняемость элементов симметрии и диссимметрии причин в порождаемых ими следствиях (элементы симметрии причин обнаруживаются в произведённых следствиях, диссимметрия следствия должна обнаруживаться в породивших его причинах — принцип симметризации).

Применительно к возникновению и росту кристаллов принципу Кюри утверждает, что внешняя симметрия тела (кристалла) зависит как от собственной (структурной) симметрии объекта, так и симметрии окружающей маточной (питающей) среды. Сохраняются лишь те собственные элементы симметрии объекта, которые совпадают с соответствующими элементами симметрии среды. Исчезнувшие элементы симметрии объекта составляют его диссимметрию.
В случае равномерного питания со всех сторон симметрия среды есть симметрия сферы, так что кристалл сохраняет все присущие этому минералу элементы симметрии и вырастает в виде правильного многогранника, соответствующего истинным простым формам. Если кристалл растёт на горизонтальной поверхности в спокойных условиях, то вокруг него создаются расположенные вертикально концентрационные потоки и среда имеет симметрию конуса. Такие кристаллы сохраняют только одну ось симметрии N-го порядка и соответствующее число плоскостей симметрии, если эти элементы симметрии кристалла совпадут с таковыми среды. При случайной ориентировке зародыша на горизонтальной поверхности вырастает кристалл вообще без элементов симметрии. При росте кристаллов в движущемся потоке вещества, который имеет единственную плоскость симметрии, разрастание кристаллов идёт навстречу потоку; если плоскость симметрии кристалла-затравки совпадает с плоскостью симметрии потока, то она сохраняется и в наросшей части кристалла. В случае несовпадения плоскостей симметрии выросший кристалл будет вообще лишён видимой симметрии. Влияние симметрии среды зависит от типа движения, от характера завихрений. Если скорость потока мала и вихри не отрываются от растущего кристалла, задние грани слабо омываются и голодают, в них образуются включения. Если скорость движения очень велика, то вихри быстро сносятся с поверхности растущего кристалла, пересыщение в объёме вихря мало меняется, все грани растут равномерно и идёт бездефектный рост.

## Принцип Кюри в неравновесной термодинамике
Роль принципа Кюри в линейной неравновесной термодинамике состоит в том, что он упрощает задачи, позволяя заранее исключить из рассмотрения ряд перекрёстных процессов. Согласно принципу Кюри в изотропных системах, свойства которых одинаковы во всех направлениях, невозможны связи между термодинамическими потоками и термодинамическими силами разной тензорной размерности. Так, причина-скаляр не может вызвать векторный поток, то есть для возникновения перекрестных эффектов термодинамические силы должны иметь одинаковую тензорную размерность: они обе должны быть либо скалярами, либо векторами, либо тензорами одинаковой размерности. Например, химическая реакция (химическое сродство — скаляр, то есть тензор нулевого ранга) не может вызвать диффузионный или тепловой поток, поскольку градиенты температуры и концентрации — векторы, то есть тензоры первого ранга, поэтому в данном случае перекрёстных эффектов не возникает (перекрёстные коэффициенты взаимности равны нулю). А вот градиенты температуры и химического потенциала имеют одинаковую тензорную размерность и взаимно влияют друг на друга.